# Касоле
Касоле (італ. Casole) — село (італ. curazia) у державі Сан-Марино. Територіально належить до муніципалітету Сан-Марино.
Касоле розташоване поблизу іншого села — Мурата і близько до кордонів з Фйорентіно.